# Catenay
Catenay é uma comuna francesa na região administrativa da Normandia, no departamento de Sena Marítimo. Estende-se por uma área de 5,91 km². Em 2010 a comuna tinha 688 habitantes (densidade: 116,4 hab./km²).